# Chassalia betamponensis
Chassalia betamponensis är en måreväxtart som beskrevs av Cornelis Eliza Bertus Bremekamp. Chassalia betamponensis ingår i släktet Chassalia och familjen måreväxter. Inga underarter finns listade i Catalogue of Life.